# Mario Götze
Pour les articles homonymes, voir Götze.
Mario Götze, né le 3 juin 1992 à Memmingen en Allemagne, est un footballeur international allemand qui évolue au poste de milieu offensif à l'Eintracht Francfort.
Considéré comme l'un des plus grands espoirs allemands, Mario Götze a fait ses débuts en équipe nationale en novembre 2010, à 18 ans. Il devient le plus jeune international allemand depuis Uwe Seeler en 1954. En 2014, Mario Götze participe à la Coupe du monde organisée au Brésil. Entré en jeu à la 88e minute de la finale contre l'Argentine, il marque à la 113e minute de jeu l'unique but de la partie et offre à la Mannschaft sa quatrième victoire en Coupe du monde.

## Biographie

### Carrière en club

#### Borussia Dortmund (2009-2013)
Né à Memmingen en Allemagne, Mario Götze commence le football au SC Ronsberg dans les équipes de jeunes. Sa famille déménage à Dortmund pour raison professionnelle. Mario Götze rejoint le centre de formation du Borussia Dortmund en 2001 à l'âge de huit ans. Il y fait ses classes et remporte les championnats régionaux juniors d'Allemagne en 2008 avec les U17 puis en 2009 avec les U19. Cette même année, il atteint la finale de la Bundesliga des moins de 19 ans avec son club mais s'y incline face au FSV Mayence (1-2). En parallèle, il connaît ses premières capes avec les sélections espoirs allemandes. Il est l'un des principaux artisans du titre de l'Euro des moins de 17 ans en 2009 où il inscrit trois buts et délivre deux passes décisives en seulement quatre rencontres. Il reçoit la médaille Fritz Walter qui récompense le meilleur jeune joueur allemand de l'année de sa catégorie.
Face au grand nombre de blessés, l'entraîneur Jürgen Klopp décide de promouvoir Mario Götze en équipe première du Borussia Dortmund en novembre 2009. Il dispute son premier match de Bundesliga à domicile face à Mayence en remplaçant Jakub Błaszczykowski à la 88e minute, devenant ainsi à dix-sept ans, le huitième plus jeune joueur de l'histoire du championnat. Il joue en tout à cinq reprises, pour de courtes prestations.
Durant la saison 2010-2011, à dix-huit ans, il est régulièrement titularisé en équipe première et s'impose comme l'un des grands artisans du titre de champion d'Allemagne d'un Borussia Dortmund jeune et dynamique. Habitué à jouer comme meneur de jeu dans les équipes juniors mais sur les flancs en équipe première, il reprend avec beaucoup de succès son rôle initial pour remplacer son coéquipier Shinji Kagawa, blessé durant la Coupe d'Asie, si bien qu'il est à nouveau rappelé par Joachim Löw pour jouer contre l'Italie, en amical le 9 février 2011. Il remporte le championnat avec son club. Lors de cette saison, il dispute trente-neuf matchs, marque à huit reprises et délivre onze passes décisives.
La saison suivante, il est victime d'une blessure de fatigue au pubis en janvier ce qui l'oblige à rester éloigné des terrains pour une bonne partie de la saison. Il effectue son retour dans le groupe le 14 avril 2012 lors de la victoire de son équipe (2-1) contre Schalke 04, match durant lequel il n'entrera pas en jeu. Il fait son retour sur les pelouses le 21 avril 2012 contre le Borussia Mönchengladbach en entrant à la 73e minute de jeu (victoire 2-0 du Borussia Dortmund). Une semaine plus tard, il effectue son retour dans le onze de départ contre Kaiserslautern, retour payant puisqu'il marque le troisième but de son équipe (victoire 5 buts à 2). Il remporte le championnat d'Allemagne pour la deuxième fois consécutive.
Le 12 mai 2012, son équipe remporte la finale de la Coupe d'Allemagne face à l'éternel rival le Bayern Munich (écrasante victoire 5 buts à 2). Mario Götze termine la saison avec sept réalisations et huit passes décisives en 26 matches toutes compétitions confondues.
Le 24 août 2012, Mario Götze marque lors de la première journée de championnat face au Werder Brême (2-0). Il réalise un très bon début de saison en enchaînant les belles prestations[réf. nécessaire], les buts et les passes décisives. Match après match, son entente avec la bonne recrue estivale Marco Reus se fait ressentir et forme un magnifique duo que les médias ont décidé d'appeler « Gotzeus »[réf. nécessaire].
Révélation de la phase de groupe de la Ligue des champions en ne perdant aucun match, le Borussia Dortmund se qualifie pour les huitièmes de finale de la compétition. Le Borussia Dortmund y affronte le Chakhtar Donetsk. Mario Götze marque lors du match retour pour la victoire de son équipe 3-0. Après avoir éliminé le Málaga CF dans la douleur en quart de finale, le Borussia Dortmund tombe face Real Madrid de Cristiano Ronaldo.
À la veille de la demi-finale de Ligue des champions, Mario Götze annonce qu'il rejoindra Bayern Munich la saison prochaine, ce qui a le don d'énerver les fans du BVB qui considèrent ce geste comme une trahison. Le 24 avril, le Borussia Dortmund remporte le match aller à domicile contre le Real Madrid, 4 buts à 1 grâce à quatre buts du Polonais Robert Lewandowski.
Lors du match retour, Mario Götze se blesse très tôt durant la rencontre, remplacé après quatorze minutes de jeu. L'équipe s'incline 2-0 mais est quand même qualifiée pour la finale (4-3 score cumulé). Sa participation à la finale contre son futur club, le Bayern Munich, est très incertaine. Mario Götze est finalement annoncé forfait pour la finale. Le Borussia Dortmund s'incline 2-1.

#### Bayern Munich (2013-2016)

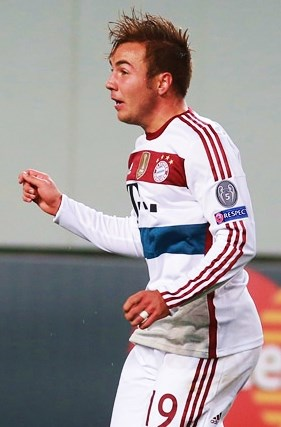
Mario Götze sous les couleurs du Bayern Munich (2014).

Mario Götze fait ses débuts sous les couleurs du Bayern Munich le 10 août 2013, en remplacement de Mitchell Weiser à la 60e minute. Il inscrit deux des buts de son équipe qui s'impose 4-1 contre le champion de Hongrie, le Győri ETO FC, en match amical. En Bundesliga, il fait sa première apparition le 24 août 2013 sous ses nouvelles couleurs lors de la victoire 2-0 du Bayern Munich à domicile contre le 1. FC Nuremberg. Le 30 août 2013, il remporte la Supercoupe de l'UEFA face au Chelsea FC de José Mourinho, auteur d'une belle entrée en cours de match.
Mario Götze inscrit son premier but en match officiel avec le Bayern Munich contre le Viktoria Plzeň en Ligue des champions (victoire 5-0). Le 23 novembre 2013, il entre sous les sifflets du public du Signal Iduna Park et ouvre le score face à son ancienne équipe seulement dix minutes après, mais ne célèbre pas son but en signe de respect. Il enchaîne lors du match suivant contre le CSKA Moscou en Ligue des champions après s'être joué de trois défenseurs avant de croiser sa frappe du gauche. Le 10 décembre 2013, en Ligue des champions face à Manchester City, Mario Götze marque le deuxième but de son équipe qui mène alors 2-0 dès la douzième minute avant de finalement s'incliner 3 buts à 2.

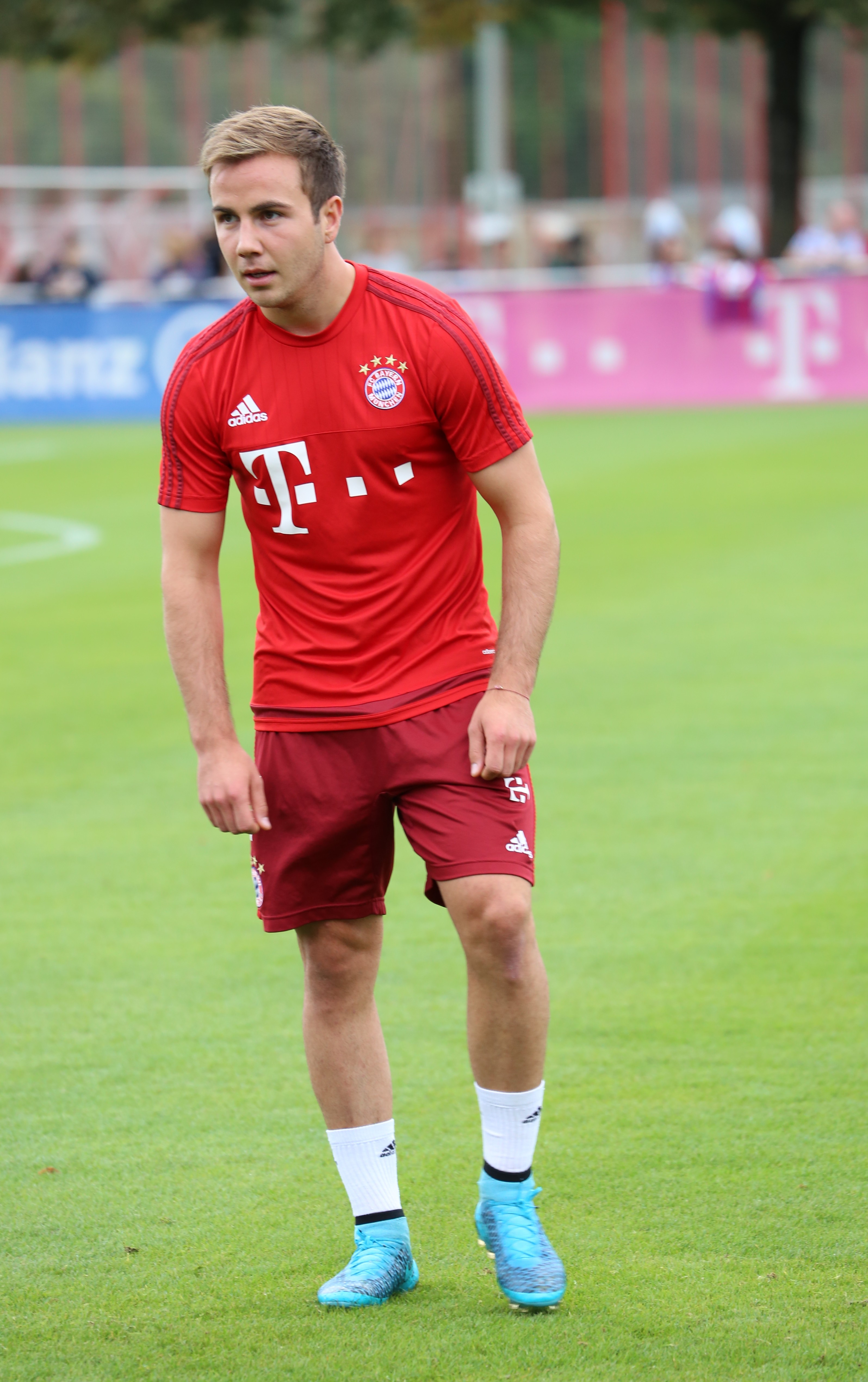
Mario Götze lors d'un entraînement avec le Bayern Munich (2015).

Il est encore buteur en demi-finale de la Coupe du monde des clubs face au Guangzhou FC (victoire 3-0) et remporte le 21 décembre la finale face au Raja Club Athletic (victoire 2-0).
En Coupe d'Allemagne, Mario Götze réalise un très bon match contre le Hambourg SV en délivrant deux passes décisives pour Mario Mandžukić. Le 25 mars 2014, en inscrivant un but face au Hertha Berlin lors de la victoire 3-1 du Bayern Munich, il permet à celui-ci d'être sacré officiellement champion et de battre ainsi le record de précocité d'un champion de Bundesliga.
En Ligue des champions, après s'être débarrassé d'Arsenal et de Manchester United en huitième et quart de finale, le Bayern se fait humilier lors de la demi-finale (5-0 sur les deux matchs) par le Real Madrid, futur vainqueur de la compétition.
Mario Götze réalise un doublé lors de l'avant-dernier match de championnat face à Hambourg SV. Le 17 mai 2014, il remporte la Coupe d'Allemagne face à son ancienne équipe, le Borussia Dortmund (2-0 après prolongation). Mario Götze termine la saison avec quatre trophées (Supercoupe de l'UEFA, Coupe du monde des clubs, Bundesliga, Coupe d'Allemagne), 15 buts et 12 passes décisives en 45 matches dont 30 titularisations.
Lors de la première partie de la saison 2014-2015, Mario Götze enchaîne les buts et s'impose comme titulaire à la suite des blessures à répétition de Franck Ribéry. Il inscrit 11 buts lors de ce début de saison. Cependant, ses performances deviennent très décevantes à partir du début d'année 2015, et il n'est même pas titularisé lors des demi-finales de la Ligue des champions face au FC Barcelone malgré les absences de Franck Ribéry et d'Arjen Robben (qualification du FC Barcelone 5-3, score cumulé). Au cours de cette saison, Mario Götze inscrira 15 buts toutes compétitions confondues.
La saison 2015-2016 repart sur les mêmes bases que l'année précédente ; il n'a pas la confiance de son entraîneur Pep Guardiola et il joue de moins en moins souffrant des arrivées d'Arturo Vidal, de Kingsley Coman et de Douglas Costa, mais aussi à cause d'une blessure aux adducteurs en octobre qui l'éloignera cinq mois des terrains. A son retour il se blesse de nouveau, et même si cette indisponibilité est de courte durée, il retrouve plus la confiance du coach. Malgré son envie de rester au Bayern Munich, plusieurs chroniqueurs l'annoncent partant afin de retrouver confiance dans un club où il sera titulaire.

#### Retour au Borussia Dortmund (2016-2020)
Le 21 juillet 2016, Mario Götze retrouve le Borussia Dortmund pour 25 millions d'euros et s'engage pour quatre ans soit jusqu'en 2020.
Un grave coup du sort s'abat sur lui début 2017, quand on lui diagnostique des troubles du métabolisme symptomatiques d'une myopathie. Cette maladie musculaire met un terme à sa saison, nécessitant de suivre un traitement adapté.
Début juillet 2017, à la suite d'un excellent rétablissement, le joueur annonce son retour à l’entraînement.
Alors qu'il joue peu durant la saison 2019-2020 sous les ordres de Lucien Favre, Mario Götze est annoncé partant du Borussia Dortmund, quittant librement le club en fin de saison au terme de son contrat, comme l'annonce Michael Zorc le directeur sportif du club, en mai 2020.

#### PSV Eindhoven (2020-2022)
Le 6 octobre 2020, libre de tout contrat, Mario Götze s'engage pour deux saisons au PSV Eindhoven. 
Il joue son premier match sous ses nouvelles couleurs le 18 octobre 2020, lors d'une rencontre de championnat remportée par son équipe face au PEC Zwolle. Il est titularisé et marque également son premier but ce jour-là, participant ainsi à la victoire de son équipe (0-3). Le 21 février 2021, Götze est l'auteur de son premier doublé pour le PSV, à l'occasion d'une rencontre de championnat face au Vitesse Arnhem. Il entre en jeu à la place de Yorbe Vertessen et permet à son équipe de s'imposer par trois buts à un.
Le 6 septembre 2021, Mario Götze prolonge son contrat avec le PSV Eindhoven jusqu'en juin 2024. Il jouera 73 matchs et marquera 16 buts sous ses couleurs néerlandaises, et remportera la Coupe des Pays-Bas en 2022.

#### Eintracht Francfort (depuis 2022)
Le 21 juin 2022, Mario Götze quitte le PSV Eindhoven pour rejoindre la Bundesliga, cette fois-ci sous les couleurs d'un nouveau club : l'Eintracht Francfort. Le club allemand, qui vient de remporter la Ligue Europa, aux dépens des Glasgow Rangers (1-1, 5-4 tab), a dépensé 4 millions d’euros pour activer la clause libératoire du joueur de 30 ans.
Mario Götze et sa nouvelle équipe joueront donc la Ligue des champions, une première pour l'Eintracht Francfort depuis 1960. Son transfert n'a pas échappé à l'ancien sélectionneur allemand Joachim Löw, qui l'avait fait rentrer à la 88e minute lors de la finale de la Coupe du monde 2014 : l'ex-entraîneur de la Mannschaft a estimé que Mario Götze « pourrait retrouver la sélection » allemande, 5 ans après sa dernière apparition. Il reviendra à l'entraîneur actuel Hansi Flick de trancher.
Götze inscrit son premier but pour l'Eintracht Francfort le 28 août 2022, face au Werder Brême, en championnat. Titulaire, il ouvre le score dès la deuxième minute de jeu et participe à la victoire de son équipe par quatre buts à trois.
Le 2 juin 2023, Mario Götze prolonge son contrat avec l'Eintracht Francfort jusqu'en 2026,.
Le 13 mars 2025, Götze se distingue en réalisant un doublé contre l'Ajax Amsterdam lors des huitièmes de finales retour de la Ligue Europa 2024-2025. Il contribue ainsi à la victoire de son équipe par quatre buts à un.

### Carrière en sélection nationale (2010-)

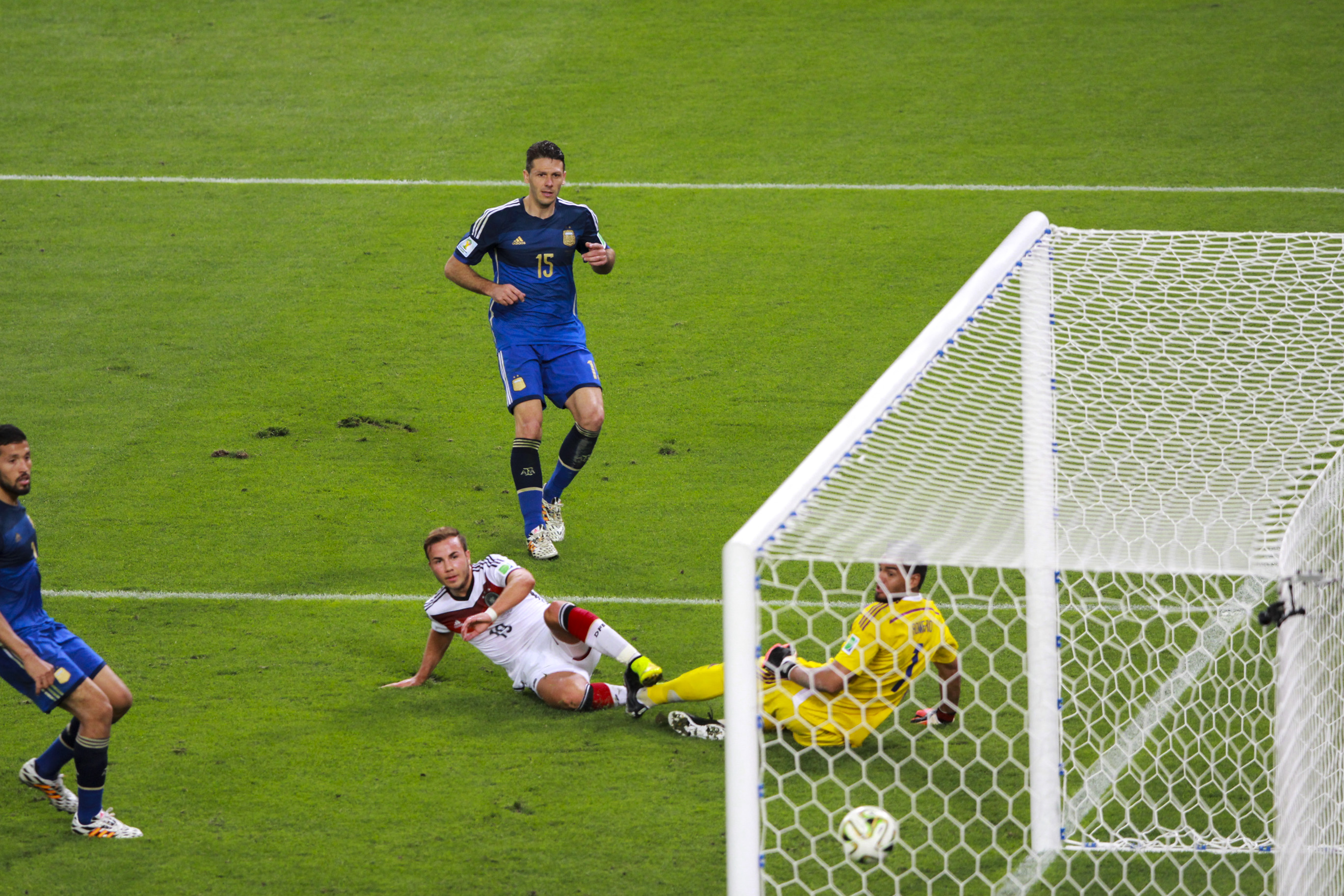
Mario Götze marquant le but de la victoire lors de la finale de la Coupe du monde 2014 face à l'Argentine.

En novembre 2010, Joachim Löw le convoque en équipe nationale pour un amical face à la Suède dans lequel Mario Götze connaît sa première sélection. Il est le premier joueur international allemand de football qui est né dans l'Allemagne réunifiée[réf. nécessaire]. Il marque deux buts face à l'Autriche (victoire 6-2) et un but face au Brésil (victoire 3-1).
Le 15 octobre 2013, face à la Suède, il marque un but et fait deux passes décisives à André Schürrle (Victoire 5-3). Le 5 mars 2014, lors du dernier match avant la première liste des sélectionnées qui auront l'occasion de disputer le Mondial 2014, l'Allemagne rencontre le Chili. Mario Götze inscrit l'unique but de la rencontre sur une passe de Mesut Özil.
Le 6 juin 2014, lors d'un match de préparation pour la Coupe du monde face à l'Arménie, il entre en jeu à la 75e minute minute de jeu et marque deux buts dans les dix dernières minutes de jeu (victoire 7-1).
Le 21 juin 2014, il marque lors de la Coupe du monde 2014 face au Ghana sur une passe décisive de Thomas Müller. Le 13 juillet 2014, l'Allemagne joue la finale contre l'Argentine. Entré en jeu à la 88e minute, il marque l'unique but de la partie à la 113e sur un centre d'André Schürrle après un contrôle de la poitrine et une reprise du pied gauche, offrant la victoire à son équipe.
Ce but, qui est l'événement le plus important de sa jeune carrière de footballeur, a totalement changé sa carrière et sa vie. En effet, il est depuis devenu un héros national et porte une nouvelle pression sur ses épaules, ce qui crée une énorme attente de la part du public allemand et munichois. Attente difficile à contrôler pour un jeune joueur de vingt-trois ans. Cela s'est vu dans sa saison en club, qui a été assez mitigée. En effet, Mario Götze ne prend pas part aux rencontres importantes de fin de saison avec son équipe.
Le 4 septembre 2015, il inscrit un doublé avec l'Allemagne contre la Pologne (3-1) à Francfort.
Le 15 mai 2018, il n’est pas dans la liste des joueurs convoqués par Joachim Löw pour disputer la Coupe du monde 2018 organisée en Russie.
Le 10 novembre 2022, après cinq ans sans avoir été convoqué, il est sélectionné par Hansi Flick pour participer à la Coupe du monde 2022 au Qatar.

### Jeu vidéo
Mario Götze figure sur la jaquette du jeu vidéo de football PES 2015.

### Vie privée
Il est en couple avec la mannequin allemande, Ann-Kathrin Brömmel. Le couple se marie en mai 2018. Leur fils Rome est né le 5 juin 2020. Leur fille Gioia est née le 20 octobre 2023.

## Style de jeu
Mario Götze est un milieu offensif polyvalent et technique. Son poste de prédilection est celui de meneur de jeu mais il est tout aussi capable d'évoluer sur les flancs gauche et droit et même en faux no 9. Doté d'une technique efficace, il se sert de ses qualités pour passer les lignes adverses. Intelligent et collectif, il possède une bonne qualité de passe qui lui permet de donner beaucoup de caviars pour ses coéquipiers. Il est aussi adroit dans la surface de réparation, ce qui lui permet également de marquer des buts. Cependant, il a des points faibles qui sont sa puissance de tir et sa puissance physique.

## Statistiques

### Statistiques détaillées
Ce tableau résume les statistiques en carrière de Mario Götze ,.

| Saison                | Club                  | Championnat           | Championnat | Championnat | Championnat | Coupe(s) nationale(s) | Coupe(s) nationale(s) | Coupe(s) nationale(s) | Supercoupe | Supercoupe | Supercoupe | Compétition(s) continentale(s) | Compétition(s) continentale(s) | Compétition(s) continentale(s) | Compétition(s) continentale(s) | Supercoupe UEFA | Supercoupe UEFA | Supercoupe UEFA | Coupe du monde des clubs | Coupe du monde des clubs | Coupe du monde des clubs | Allemagne | Allemagne | Allemagne | Total | Total | Total |
| Saison                | Club                  | Division              | M.          | B.          | P.d.        | M.                    | B.                    | P.d.                  | M.         | B.         | P.d.       | Comp.                          | M.                             | B.                             | P.d.                           | M.              | B.              | P.d.            | M.                       | B.                       | P.d.                     | M.        | B.        | P.d.      | M.    | B.    | P.d.  |
| 2009-2010             | Borussia Dortmund     | Bundesliga            | 5           | 0           | 0           | -                     | -                     | -                     | -          | -          | -          | -                              | -                              | -                              | -                              | -               | -               | -               | -                        | -                        | -                        | -         | -         | -         | 5     | 0     | 0     |
| 2010-2011             | Borussia Dortmund     | Bundesliga            | 33          | 6           | 11          | 2                     | 0                     | 0                     | -          | -          | -          | C3                             | 6                              | 2                              | 0                              | -               | -               | -               | -                        | -                        | -                        | 6         | 0         | 0         | 47    | 8     | 11    |
| 2011-2012             | Borussia Dortmund     | Bundesliga            | 17          | 6           | 5           | 2                     | 1                     | 1                     | 1          | 0          | 0          | C1                             | 6                              | 0                              | 2                              | -               | -               | -               | -                        | -                        | -                        | 9         | 2         | 1         | 35    | 9     | 9     |
| 2012-2013             | Borussia Dortmund     | Bundesliga            | 28          | 10          | 8           | 4                     | 4                     | 0                     | 1          | 0          | 0          | C1                             | 11                             | 2                              | 5                              | -               | -               | -               | -                        | -                        | -                        | 7         | 3         | 1         | 51    | 19    | 14    |
| Sous-total            | Sous-total            | Sous-total            | 83          | 22          | 24          | 8                     | 5                     | 1                     | 2          | 0          | 0          | -                              | 23                             | 4                              | 7                              | -               | -               | -               | -                        | -                        | -                        | 22        | 5         | 2         | 138   | 36    | 34    |
| 2013-2014             | Bayern Munich         | Bundesliga            | 27          | 10          | 8           | 4                     | 1                     | 3                     | -          | -          | -          | C1                             | 11                             | 3                              | 1                              | 1               | 0               | 0               | 2                        | 1                        | 0                        | 13        | 6         | 1         | 58    | 21    | 13    |
| 2014-2015             | Bayern Munich         | Bundesliga            | 32          | 9           | 2           | 4                     | 2                     | 0                     | 1          | 0          | 0          | C1                             | 11                             | 4                              | 1                              | -               | -               | -               | -                        | -                        | -                        | 10        | 3         | 1         | 58    | 18    | 4     |
| 2015-2016             | Bayern Munich         | Bundesliga            | 14          | 3           | 4           | 2                     | 1                     | 0                     | 1          | 0          | 0          | C1                             | 4                              | 2                              | 0                              | -               | -               | -               | -                        | -                        | -                        | 11        | 3         | 0         | 32    | 9     | 4     |
| Sous-total            | Sous-total            | Sous-total            | 73          | 22          | 14          | 10                    | 4                     | 3                     | 2          | 0          | 0          | -                              | 26                             | 9                              | 2                              | 1               | 0               | 0               | 2                        | 1                        | 0                        | 34        | 12        | 2         | 148   | 48    | 21    |
| 2016-2017             | Borussia Dortmund     | Bundesliga            | 11          | 1           | 1           | 1                     | 0                     | 0                     | -          | -          | -          | C1                             | 4                              | 1                              | 1                              | -               | -               | -               | -                        | -                        | -                        | 6         | 0         | 4         | 22    | 2     | 6     |
| 2017-2018             | Borussia Dortmund     | Bundesliga            | 23          | 2           | 4           | -                     | -                     | -                     | -          | -          | -          | C1+C3                          | 5+4                            | 0+0                            | 1+2                            | -               | -               | -               | -                        | -                        | -                        | 1         | 0         | 1         | 33    | 2     | 8     |
| 2018-2019             | Borussia Dortmund     | Bundesliga            | 26          | 7           | 7           | 2                     | 0                     | 0                     | -          | -          | -          | C1                             | 6                              | 0                              | 0                              | -               | -               | -               | -                        | -                        | -                        | -         | -         | -         | 34    | 7     | 7     |
| 2019-2020             | Borussia Dortmund     | Bundesliga            | 15          | 3           | 0           | 2                     | 0                     | 0                     | -          | -          | -          | C1                             | 4                              | 0                              | 1                              | -               | -               | -               | -                        | -                        | -                        | -         | -         | -         | 21    | 3     | 1     |
| Sous-total            | Sous-total            | Sous-total            | 75          | 13          | 12          | 5                     | 0                     | 0                     | -          | -          | -          | -                              | 23                             | 1                              | 5                              | -               | -               | -               | -                        | -                        | -                        | 7         | 0         | 5         | 110   | 14    | 22    |
| 2020-2021             | PSV Eindhoven         | Eredivisie            | 16          | 5           | 1           | 1                     | 0                     | 1                     | -          | -          | -          | C3                             | 6                              | 1                              | 0                              | -               | -               | -               | -                        | -                        | -                        | -         | -         | -         | 23    | 6     | 2     |
| 2021-2022             | PSV Eindhoven         | Eredivisie            | 28          | 4           | 4           | 3                     | 0                     | 1                     | 1          | 1          | 0          | C1+C3+C4                       | 6+5+6                          | 3+1+1                          | 1+4+2                          | -               | -               | -               | -                        | -                        | -                        | -         | -         | -         | 49    | 10    | 12    |
| Sous-total            | Sous-total            | Sous-total            | 43          | 9           | 5           | 4                     | 0                     | 2                     | 1          | 1          | 0          | -                              | 23                             | 6                              | 7                              | -               | -               | -               | -                        | -                        | -                        | -         | -         | -         | 71    | 16    | 14    |
| 2022-2023             | Eintracht Francfort   | Bundesliga            | 32          | 3           | 2           | 6                     | 0                     | 5                     | -          | -          | -          | C1                             | 7                              | 0                              | 2                              | 1               | 0               | 0               | -                        | -                        | -                        | 3         | 0         | 0         | 49    | 3     | 9     |
| 2023-2024             | Eintracht Francfort   | Bundesliga            | 30          | 3           | 2           | 2                     | 1                     | 0                     | -          | -          | -          | C4                             | 9                              | 0                              | 2                              | -               | -               | -               | -                        | -                        | -                        | -         | -         | -         | 41    | 4     | 4     |
| 2024-2025             | Eintracht Francfort   | Bundesliga            | 24          | 3           | 2           | 3                     | 0                     | 0                     | -          | -          | -          | C3                             | 8                              | 2                              | 1                              | -               | -               | -               | -                        | -                        | -                        | -         | -         | -         | 35    | 5     | 3     |
| Sous-total            | Sous-total            | Sous-total            | 86          | 9           | 6           | 11                    | 1                     | 5                     | -          | -          | -          | -                              | 24                             | 2                              | 5                              | -               | -               | -               | 1                        | 0                        | 0                        | 3         | 0         | 0         | 125   | 12    | 16    |
| Total sur la carrière | Total sur la carrière | Total sur la carrière | 360         | 75          | 62          | 38                    | 10                    | 11                    | 5          | 1          | 0          | -                              | 119                            | 23                             | 25                             | 1               | 0               | 0               | 3                        | 1                        | 0                        | 66        | 17        | 9         | 592   | 127   | 107   |

### Buts internationaux
| Buts en sélection de Mario Götze | Buts en sélection de Mario Götze | Buts en sélection de Mario Götze            | Buts en sélection de Mario Götze | Buts en sélection de Mario Götze | Buts en sélection de Mario Götze | Buts en sélection de Mario Götze        |
| #                                | Date                             | Lieu                                        | Adversaire                       | Score                            | Résultats                        | Compétitions                            |
| -------------------------------- | -------------------------------- | ------------------------------------------- | -------------------------------- | -------------------------------- | -------------------------------- | --------------------------------------- |
| 1                                | 10 août 2011                     | Mercedes-Benz Arena, Stuttgart              | Brésil                           | 2-0                              | 3-2                              | Match amical                            |
| 2                                | 2 septembre 2011                 | Veltins-Arena, Gelsenkirchen                | Autriche                         | 6-2                              | 6-2                              | Éliminatoires Euro 2012                 |
| 3                                | 7 septembre 2012                 | AWD-Arena, Hanovre                          | Îles Féroé                       | 1-0                              | 3-0                              | Éliminatoires de la Coupe du monde 2014 |
| 4                                | 22 mars 2013                     | Astana Arena, Astana                        | Kazakhstan                       | 2-0                              | 3-0                              | Éliminatoires de la Coupe du monde 2014 |
| 5                                | 26 mars 2013                     | Frankenstadion, Nuremberg                   | Kazakhstan                       | 2-0                              | 4-1                              | Éliminatoires de la Coupe du monde 2014 |
| 6                                | 15 octobre 2013                  | Friends Arena, Solna                        | Suède                            | 2-2                              | 5-3                              | Éliminatoires de la Coupe du monde 2014 |
| 7                                | 5 mars 2014                      | Mercedes-Benz Arena, Stuttgart              | Chili                            | 1-0                              | 1-0                              | Match amical                            |
| 8                                | 6 juin 2014                      | Coface Arena, Mayence                       | Arménie                          | 5-1                              | 6-1                              | Match amical                            |
| 9                                | 6 juin 2014                      | Coface Arena, Mayence                       | Arménie                          | 6-1                              | 6-1                              | Match amical                            |
| 10                               | 21 juin 2014                     | Stade Governador-Plácido-Castelo, Fortaleza | Ghana                            | 1-0                              | 2-2                              | Coupe du monde de 2014                  |
| 11                               | 13 juillet 2014                  | Stade Maracanã, Rio de Janeiro              | Argentine                        | 1-0                              | 1-0                              | Finale de la Coupe du monde 2014        |
| 12                               | 3 septembre 2014                 | Esprit arena, Düsseldorf                    | Argentine                        | 2-4                              | 2-4                              | Match amical                            |
| 13                               | 14 novembre 2014                 | Frankenstadion, Nuremberg                   | Gibraltar                        | 3-0                              | 4-0                              | Éliminatoires Euro 2016                 |
| 14                               | 10 juin 2015                     | RheinEnergieStadion, Cologne                | États-Unis                       | 1-0                              | 1-2                              | Match amical                            |
| 15                               | 4 septembre 2015                 | Commerzbank-Arena, Francfort                | Pologne                          | 2-0                              | 3-1                              | Éliminatoires Euro 2016                 |
| 16                               | 4 septembre 2015                 | Commerzbank-Arena, Francfort                | Pologne                          | 3-1                              | 3-1                              | Éliminatoires Euro 2016                 |
| 17                               | 29 mars 2016                     | Allianz Arena, Munich                       | Italie                           | 2-0                              | 4-1                              | Match amical                            |

## Palmarès

### En club
|  |  | Borussia Dortmund (4) - Bundesliga (2) - Champion : 2011 et 2012. - Vice-champion : 2013 et 2019. - Coupe d'Allemagne (2) - Vainqueur : 2012 et 2017. - Supercoupe d'Allemagne - Finaliste : 2011 et 2012. - Ligue des champions - Finaliste : 2013. |  | Bayern Munich (7) - Bundesliga (3) - Champion : 2014, 2015 et 2016. - Coupe d'Allemagne (2) - Vainqueur : 2014 et 2016. - Supercoupe d'Allemagne - Finaliste : 2014. - Supercoupe d'Europe (1) - Vainqueur : 2013. - Coupe du monde des clubs (1) - Vainqueur : 2013. | PSV Eindhoven (2) - Eredivisie - Vice-champion : 2021. - Supercoupe des Pays-Bas (1) - Vainqueur : 2021 - Coupe des Pays-Bas (1) - Vainqueur : 2022. | Eintracht Francfort - Coupe d'Allemagne - Finaliste : 2023. - Supercoupe d'Europe - Finaliste : 2022. |

### En sélection
|  |  | Allemagne -17 ans (1) - Euro U17 (1) - Vainqueur : 2009. |  |  | Allemagne (1) - Coupe du monde (1) - Vainqueur : 2014. |

### Distinctions personnelles
Mario Götze reçoit la Médaille Fritz Walter en 2009 et 2010. Cette distinction est remise annuellement par la Fédération allemande de football (DFB) aux meilleurs jeunes footballeurs allemands de l'année. En 2009, il est ainsi nommé meilleur jeune joueur de moins de 17 ans, puis l'année suivante meilleur footballeur de moins de 18 ans.
Élu Golden Boy de l'année 2011 (meilleur jeune joueur de l'année 2011 en compétition avec Eden Hazard, Jack Wilshere et Phil Jones entre autres), il succède ainsi à Mario Balotelli qui l'avait remporté en 2010. Offrant le but de la victoire à l'Allemagne lors de la Coupe du monde 2014, il est élu homme du match de la finale.

## Décoration
Le 8 août 2020, Mario Götze est décoré de l'ordre du mérite de Rhénanie-du-Nord-Westphalie (de) pour « ses engagements bénévoles exceptionnels » de la part du ministre-président du Land en poste, Armin Laschet,.
- Ordre du mérite de Rhénanie-du-Nord-Westphalie (de)